# Virus de la jaunisse infectieuse de la laitue
Crinivirus lactucaflavi
Espèce
Synonymes
- Lettuce infectious yellows virus, ICTV, 1996

Selon OEPP.
- Lettuce infectious yellows closterovirus
- Lettuce infectious yellows crinivirus

Crinivirus lactucaflavi, aussi appelé virus de la jaunisse infectieuse de la laitue (LIYV, Lettuce infectious yellows virus), est une espèce de virus du genre Crinivirus (famille des Closteroviridae) dont c'est l'espèce-type. C'est un virus à ARN à simple brin à polarité positive, classé dans le groupe IV de la classification Baltimore.
Ce virus, circonscrit à l'Amérique du Nord, infecte principalement la laitue et les cucurbitacées cultivées. Il est transmis selon un mode semi-persistant par l'aleurode du tabac (Bemisi tabaci).
Le LIYV provoque des dégât important sur les cultures de salades et de cucurbitacées tant dans les cultures de plein champ (notamment en Californie) que dans des cultures hydroponiques (Arizona). 

## Transmission
Le LIYV est transmis par un insecte vecteur, l'aleurode du tabac (Bemisia tabaci), espèce d'aleurodes de la famille des Aleyrodidae (Hémiptères), selon un mode semi-persistant, c'est-à-dire que le vecteur peut conserver le virus et rester infectieux pendant plusieurs jours. 
Ce virus n'est pas transmis par inoculation mécanique. Les cultures légumières sensibles sont infectées, de manière naturelle, par les migrations importantes de Bemisia tabaci venant d'autres plantes cultivées.

## Plantes-hôtes
La gamme de plantes-hôtes du LIYV est relativement étendue, comprenant environ 45 espèces dans 15 familles, en particulier Asteraceae et Cucurbitaceae. Les principales plantes-hôtes présentant un intérêt économique sont la betterave (Beta vulgaris), la laitue cultivée (Lactuca sativa), la courgette (Cucurbita pepo) et le melon (Cucumis melo). Parmi les autres plantes-hôtes infectées naturellement figurent la carotte (Daucus carota), diverses courges (Cucurbita foetidissima, Cucurbita maxima, Cucurbita moschata et la pastèque (Citrullus lanatus). 
Ce virus infecte aussi diverses mauvaises herbes et adventices, parmi lesquelles Helianthus sp., Ipomoea sp., Lactuca canadensis, Malva parviflora et Physalis heterophylla.

## Distribution
L'aire de répartition du virus de la jaunisse infectieuse de la laitue s'étend en Amérique du Nord : aux États-Unis (notamment en Arizona, Californie, Pennsylvanie, Texas) et au Mexique.